# Waffen-Krise (Irland)
Die Waffen-Krise (eng. Arms Crisis) war ein politischer Skandal in der Republik Irland, bei der zwei Regierungsminister der Fianna-Fáil-Partei beschuldigt wurden, Waffen im Wert von £ 100.000 für die IRA importiert zu haben. Die Gelder wurden aus Fonds entwendet, die für die Unterstützung von katholischen Zivilisten während des Nordirlandkonflikts bestimmt waren.
Der Finanzminister Charles Haughey und der Agrarminister Neil Blaney wurden daraufhin am 6. Mai 1970 vom Taoiseach Jack Lynch aus der Regierung entlassen. Kevin Boland, der irische Familienminister, trat aus Protest gegen die Entlassungen zurück.
Am 28. Mai 1970 fand in Dublin der Prozess gegen die beiden ehemaligen Minister statt. Beteiligt waren weiterhin ein Geheimdienstoffizier der irischen Armee, Captain James Kelly, ein Republikaner aus Belfast mit dem Namen John Kelly und der belgische Waffenhändler Albert Luykx. Blaney wurde am 2. Juli, die anderen vier Angeklagten am 23. Oktober freigesprochen.
Der Skandal führte zu heftigen Auseinandersetzungen innerhalb von Fianna Fáil zwischen den Unterstützern von Haughey und Blaney einerseits sowie denen von Jack Lynch auf der anderen Seite – ein Streitpunkt, der erneut 1979 aufkam, als Haughey Parteiführer wurde. Einige Gegner von Haughey, unter der Führung des ausgeschlossenen Fianna Fáil-Mitglieds Desmond O’Malley, gründeten 1985 die Partei der Progressive Democrats.